# Chodasy (stacja kolejowa)
Chodasy (biał. Ходасы, ros. Ходосы) – stacja kolejowa w miejscowości Chodasy, w rejonie mścisławskim, w obwodzie mohylewskim, na Białorusi. Położona jest na linii Orsza - Krzyczew - Uniecza.
Jest to najbliżej położona stacja kolejowa od stolicy rejonu Mścisławia.